# Ozoz Sokoh
Ozoz Sokoh (née le 30 juin 1976), aussi connue sous le nom de plume Kitchen Butterfly (papillon de la cuisine), est une écrivaine culinaire nigériane.

## Enfance et éducation
Elle naît à Warri, sur la côte sud du Nigéria. En août 1985, elle visite Édimbourg avec sa famille et se prend d’intérêt pour la nourriture.
En 1994, elle intègre l'université Obafemi Awolowo, qu’elle quitte trois ans plus tard en raison de problèmes administratifs. Elle déménage au Royaume-Uni où elle obtient une licence de géologie à l'université de Liverpool. Pendant son séjour au Royaume-Uni, elle cuisine des plats nigérians pour se sentir plus proche de chez elle.

## Carrière
Après avoir obtenu son diplôme de l'Université de Liverpool, elle devient géoscientifique, puis conseillère en affaires pour des organismes gouvernementaux. Elle vit et travaille aux Pays-Bas de 2007 à 2011 et s’intéresse en même temps aux évolutions récentes de la cuisine nigériane,,.
Elle fonde alors le blog Kitchen Butterfly, où elle documente l'histoire culinaire, les recettes et les techniques du Nigéria,.
En 2007, elle commence à décliner son travail sur plusieurs médias, utilisant le slogan Food is more than eating (« La nourriture, c’est plus que manger »),.

### Nouvelle cuisine nigériane
En 2013, Ozoz Sokoh fonde un mouvement qu’elle appelle la nouvelle cuisine nigériane,. À son retour au Nigéria en 2011, elle cherche des façons de revisiter les ingrédients traditionnels du pays. 

### Anthropologie culinaire
Sokoh s’intéresse à l'anthropologie culinaire,, au niveau nigérian ainsi que dans toute l’Afrique de l’Ouest. Elle fait l’objet un documentaire sur les origines de l’Agege Bread.

### Cuisine
Sur le site Feast Afrique, Sokoh documente le patrimoine culinaire de l'Afrique de l'Ouest et de sa diaspora. Cet ensemble de travaux comprend une bibliothèque numérique de ressources culinaires et littéraires ouest-africaines et diasporiques. 
Elle rédige des recettes publiées dans des blogs, des articles, des revues et des livres. En 2017, elle crée le premier calendrier des produits saisonniers du Nigeria détaillant les fruits et légumes nigérians et leur disponibilité saisonnière. Elle publie également des guides sur les goûts et les saveurs de la cuisine nigériane. 
Elle crée le World Jollof Rice Day Festival en 2017,. Elle participe aussi au projet « Eat The Book », où elle prépare des repas inspirés de romans pour des participants à des festivals littéraires et artistiques. Elle est co-organisatrice du Abori Food System Design Summit organisé à l'Alliance Française de Lagos en 2019.

## Prix et récompenses
- 2020 - Mentorée Forecast [28]
- 2018 - Prix du choix des lecteurs du magazine Saveur pour le meilleur blog sur l'alimentation et la culture[29]
- 2018 - Nommée au prix de chef de l'année aux Eloy Awards[30]
- 2017 - Nommée au prix de cheffe ou styliste alimentaire de l’année des Eloy Awards[31]
- Liste des 100 femmes les plus inspirantes au Nigeria de Leading Ladies Africa[32]
- 2011 – Prix des femmes dans le secteur de l'énergie[33]
- 2010 - Gagnante du concours d'espadon de Food52[34]